# انتقام (فیلم ۲۰۲۲)
انتقام (به انگلیسی: Vengeance) یک فیلم کمدی معمایی آمریکایی محصول سال ۲۰۲۲ به نویسندگی و کارگردانی بی جی نواک است که نخستین کارگردانی خود را آغاز می‌کند. نواک، بوید هالبروک، داو کامرون، ایسا رای و اشتون کوچر در این فیلم ایفای نقش می‌کنند. جیسون بلام زیر بنر بلوم‌هاوس پروداکشنز و گرگ گیلرث و آدام هندریکس زیر بنر خودشان دیواید/کانکوئر به عنوان تهیه‌کننده فعالیت می‌کنند.
انتقام نخستین نمایش جهانی خود را در جشنواره فیلم ترایبکا در ۱۲ ژوئن ۲۰۲۲ انجام داد و در ۲۹ ژوئیه توسط فوکس فیچرز در ایالات متحده اکران شد و نقدهای عموماً مطلوبی دریافت کرد.

## طرح داستان
یک روزنامه‌نگار و پادکستر از نیویورک به غرب تگزاس سفر می‌کند تا دربارهٔ مرگ دختری که با او در ارتباط بوده تحقیق کند.

## بازیگران
- بی جی نواک در نقش بن مانالوویتز
- بوید هالبروک در نقش تای شاو
- داو کامرون در نقش کانزاس سیتی شاو
- ایسا رای در نقش الویس
- اشتون کوچر در نقش کوئینتن سلرز
- ایزابلا آمارا در نقش پاریس شاو
- جین اسمیت-کمرون در نقش شارون شاو
- لیو تیپتون در نقش ابیلین شاو
- جان میر در نقش جان
- الی آبرامز بیکل در نقش ال استوپیدو شاو
- لوآن استفنز در نقش گرنی کارول شاو
- زک ویلا در نقش سانچولو

## تولید
در مارس ۲۰۲۰، اعلام شد که بی جی نواک نویسندگی، کارگردانی و بازی در این فیلم را بر عهده خواهد داشت و ایسا رای، اشتون کوچر و بوید هالبروک نیز به بازیگران این فیلم خواهند پیوست.
تصویربرداری اصلی در البوکرکی، نیومکزیکو در مارس ۲۰۲۰ آغاز شد، اما به دلیل دنیاگیری کووید-۱۹ متوقف شد. در ژانویه ۲۰۲۱، ایزابلا آمارا به بازیگران پیوست و تولید آن ماه از سر گرفته شد. در مارس ۲۰۲۱، جین اسمیت-کمرون و لیو تیپتون به بازیگران پیوستند و فوکس فیچرز قرار است فیلم را توزیع کند.

## انتشار
انتقام در ۱۲ ژوئن ۲۰۲۲ در جشنواره فیلم ترایبکا به نمایش درآمد و قرار است در ۲۹ ژوئیه ۲۰۲۲ اکران شود. انجمن سینمایی آمریکا در ۲۹ ژوئن ۲۰۲۲ به فیلم به دلیل «زبان و خشونت مختصر آن» درجهٔ R داد.

## بازخورد
در وبگاه جمع‌آوری نقد راتن تومیتوز، ٪۸۲ از ۶۶ بررسی منتقدان مثبت است و میانگینِ امتیاز آن ۷٫۳/۱۰ است. اجماع این وبگاه چنین می‌نویسد: «بی جی نواک، نویسنده، کارگردان و ستارهٔ این فیلم می‌توانست رویکرد دقیق‌تری نسبت به مضامین عمیق‌ترِ این کمدی تاریک داشته باشد، اما اگر در حال و هوای یک فیلم معمایی هوشمندانه هستید، انتقام از شماست.» این فیلم در متاکریتیک که از میانگین وزنی استفاده می‌کند، بر اساس نظر ۲۳ منتقدین امتیاز ۷۰ از ۱۰۰ را کسب کرده که نشان‌گر «نقدهای عموماً مطلوب» است.